# Liste des héritiers du trône de Hanovre
Cet article donne la liste des héritiers du trône de Hanovre depuis la fondation de l'électorat de Hanovre en 1692 jusqu'à la dissolution du royaume de Hanovre en 1866. Les règles de succession ont inclus la loi salique et systématiquement désigné l'héritier en termes de primogéniture agnatique.

## Liste des héritiers par dynastie
Le nom de la dynastie indiqué se réfère au souverain alors en place. Les héritiers peuvent appartenir à d'autres dynasties.
Les héritiers qui sont montés par la suite sur le trône sont indiqués en gras.

### Électorat de Hanovre (1692-1806)

#### Maison de Hanovre (1692-1806)
Avec l'avènement de Georges Ier Louis sur le trône britannique le 1er août 1714, la liste des héritiers des trônes de Hanovre et britannique se confond jusqu'à l'avènement de Guillaume IV le 26 juin 1830. La liste des héritiers des trônes de Hanovre et d'Irlande se confond également à compter de l'avènement de Georges Ier Louis jusqu'à l'Acte d'Union du 1er janvier 1801.
| Héritier                                                  | Héritier                                      | Parenté avec l'électeur | Devient héritier                                    | Cesse d'être héritier                             | Durée                       | 2e dans l'ordre de succession parenté avec l'héritier, dates        | Électeur dates de règne                               |
| Portrait                                                  | Nom                                           | Parenté avec l'électeur | Devient héritier                                    | Cesse d'être héritier                             | Durée                       | 2e dans l'ordre de succession parenté avec l'héritier, dates        | Électeur dates de règne                               |
| --------------------------------------------------------- | --------------------------------------------- | ----------------------- | --------------------------------------------------- | ------------------------------------------------- | --------------------------- | ------------------------------------------------------------------- | ----------------------------------------------------- |
|                                                           | Georges-Louis futur Georges Ier Louis         | fils                    | 19 décembre 1692 création de l'électorat de Hanovre | 23 janvier 1698 son avènement                     | 5 ans, 1 mois et 4 jours    | Georges-Auguste son fils                                            | Ernest-Auguste (19 décembre 1692 - 23 janvier 1698)   |
|                                                           | Georges-Auguste futur Georges II Auguste      | fils                    | 23 janvier 1698 avènement de son père               | 22 juin 1727 son avènement                        | 29 ans, 4 mois et 30 jours  | Maximilien-Guillaume son oncle (23 janvier 1698 - 1er février 1707) | Georges Ier Louis (23 janvier 1698 - 22 juin 1727)    |
| Frédéric-Louis son fils (1er février 1707 - 22 juin 1727) | Georges-Auguste futur Georges II Auguste      | fils                    | 23 janvier 1698 avènement de son père               | 22 juin 1727 son avènement                        | 29 ans, 4 mois et 30 jours  |                                                                     | Georges Ier Louis (23 janvier 1698 - 22 juin 1727)    |
|                                                           | Frédéric-Louis                                | fils                    | 22 juin 1727 avènement de son père                  | 31 mars 1751 son décès                            | 23 ans, 9 mois et 9 jours   | Guillaume-Auguste son frère (22 juin 1727 - 4 juin 1738)            | Georges II Auguste (22 juin 1727 - 25 octobre 1760)   |
| Georges-Guillaume son fils (4 juin 1738 - 31 mars 1751)   | Frédéric-Louis                                | fils                    | 22 juin 1727 avènement de son père                  | 31 mars 1751 son décès                            | 23 ans, 9 mois et 9 jours   |                                                                     | Georges II Auguste (22 juin 1727 - 25 octobre 1760)   |
|                                                           | Georges-Guillaume futur Georges III Guillaume | petit-fils              | 31 mars 1751 décès de son père                      | 25 octobre 1760 son avènement                     | 9 ans, 6 mois et 24 jours   | Édouard-Auguste son frère                                           | Georges II Auguste (22 juin 1727 - 25 octobre 1760)   |
|                                                           | Édouard-Auguste                               | frère                   | 25 octobre 1760 avènement de son frère              | 12 août 1762 naissance de son neveu               | 1 an, 9 mois et 18 jours    | Guillaume-Henri son frère                                           | Georges III Guillaume (25 octobre 1760 - 6 août 1806) |
|                                                           | Georges-Auguste futur Georges IV              | fils                    | 12 août 1762 sa naissance                           | 6 août 1806 dissolution de l'électorat de Hanovre | 43 ans, 11 mois et 25 jours | Édouard-Auguste son oncle (12 août 1762 - 16 août 1763)             | Georges III Guillaume (25 octobre 1760 - 6 août 1806) |
| Frédéric-Auguste son frère (16 août 1763 - 6 août 1806)   | Georges-Auguste futur Georges IV              | fils                    | 12 août 1762 sa naissance                           | 6 août 1806 dissolution de l'électorat de Hanovre | 43 ans, 11 mois et 25 jours |                                                                     | Georges III Guillaume (25 octobre 1760 - 6 août 1806) |

### Royaume de Hanovre (1814-1866)

#### Maison de Hanovre (1814-1866)
| Héritier                                                       | Héritier                                | Parenté avec le roi | Devient héritier                               | Cesse d'être héritier                               | Durée                      | 2e dans l'ordre de succession parenté avec l'héritier, dates | Roi dates de règne                                   |
| Portrait                                                       | Nom                                     | Parenté avec le roi | Devient héritier                               | Cesse d'être héritier                               | Durée                      | 2e dans l'ordre de succession parenté avec l'héritier, dates | Roi dates de règne                                   |
| -------------------------------------------------------------- | --------------------------------------- | ------------------- | ---------------------------------------------- | --------------------------------------------------- | -------------------------- | ------------------------------------------------------------ | ---------------------------------------------------- |
|                                                                | Georges futur Georges IV                | fils                | 12 octobre 1814 création du royaume de Hanovre | 29 janvier 1820 son avènement                       | 5 ans, 3 mois et 17 jours  | Frédéric son frère                                           | Georges III (12 octobre 1814 - 29 janvier 1820)      |
|                                                                | Frédéric                                | frère               | 29 janvier 1820 avènement de son frère         | 5 janvier 1827 son décès                            | 6 ans, 11 mois et 7 jours  | Guillaume son frère                                          | Georges IV (29 janvier 1820 - 26 juin 1830)          |
|                                                                | Guillaume futur Guillaume IV            | frère               | 5 janvier 1827 décès de son frère              | 26 juin 1830 son avènement                          | 3 ans, 5 mois et 21 jours  | Ernest-Auguste son frère                                     | Georges IV (29 janvier 1820 - 26 juin 1830)          |
|                                                                | Ernest-Auguste futur Ernest-Auguste Ier | frère               | 26 juin 1830 avènement de son frère            | 20 juin 1837 son avènement                          | 6 ans, 11 mois et 25 jours | Georges son fils                                             | Guillaume IV (26 juin 1830 - 20 juin 1837)           |
|                                                                | Georges futur Georges V                 | fils                | 20 juin 1837 avènement de son père             | 18 novembre 1851 son avènement                      | 14 ans, 4 mois et 29 jours | Auguste-Frédéric son oncle (20 juin 1837 - 21 avril 1843)    | Ernest-Auguste Ier (20 juin 1837 - 18 novembre 1851) |
| Adolphe son oncle (21 avril 1843 - 21 septembre 1845)          | Georges futur Georges V                 | fils                | 20 juin 1837 avènement de son père             | 18 novembre 1851 son avènement                      | 14 ans, 4 mois et 29 jours |                                                              | Ernest-Auguste Ier (20 juin 1837 - 18 novembre 1851) |
| Ernest-Auguste son fils (21 septembre 1845 - 18 novembre 1851) | Georges futur Georges V                 | fils                | 20 juin 1837 avènement de son père             | 18 novembre 1851 son avènement                      | 14 ans, 4 mois et 29 jours |                                                              | Ernest-Auguste Ier (20 juin 1837 - 18 novembre 1851) |
|                                                                | Ernest-Auguste                          | fils                | 18 novembre 1851 avènement de son père         | 20 septembre 1866 dissolution du royaume de Hanovre | 14 ans, 2 mois et 2 jours  | Georges son cousin                                           | Georges V (18 novembre 1851 - 20 septembre 1866)     |